# Paris tjugonde arrondissement
Paris tjugonde arrondissement är ett av Paris 20 arrondissement. Arrondissementet har namnet Ménilmontant och är uppkallat efter Quartier de Ménilmontant.
Tjugonde arrondissementet består av fyra distrikt: Belleville, Saint-Fargeau, Père-Lachaise och Charonne.
Arrondissementet inbegriper Cimetière du Père-Lachaise, Cimetière de Belleville, Jardin de l'Hospice-Debrousse, Jardin Carré-de-Baudouin
samt Jardin Casque d'Or.

## Kyrkobyggnader
- Chapelle du Père-Lachaise
- Saint-Charles de la Croix-Saint-Simon
- Cœur-Eucharistique-de-Jésus
- Notre-Dame-de-Lourdes
- Notre-Dame-de-la-Croix de Ménilmontant
- Notre-Dame-des-Otages
- Saint-Gabriel
- Saint-Germain-de-Charonne
- Saint-Jean-Bosco
- Saint-Cyril Saint-Méthode

## Bilder
| - Chapelle du Père-Lachaise. - Cœur-Eucharistique-de-Jésus. - Saint-Jean-Bosco. - Jardin Casque-d'Or. |